# Louis Giddings
James Louis Giddings (Caldwell, 10 aprile 1909 – Pawtucket, 9 dicembre 1964) è stato un archeologo statunitense pioniere della dendrocronologia, che ha dato un significativo contributo allo studio delle culture dell'Artico.

## Biografia
Giddings è nato a Caldwell in Texas il 10 aprile 1909 da James Louis Giddings (1879-1955) e Maude Matthews (1881-1962). Ha conseguito il Bachelor of Science in ingegneria presso l'University of Alaska Fairbanks nel 1932. Dal 1932 al 1937 ha lavorato come ingegnere assistente per la Smelting, Refining and Mining Company. Durante quella esperienza ha iniziato ad interessarsi di dendrocronologia collaborando anche con l'appena costituito Laboratory of Tree-Ring Research dell'Università dell'Arizona.
La sua carriera universitaria iniziò nel 1938 quando venne assunto come ricercatore associato all'università di Alaska Fairbanks, nel 1940 divenne professore associato di Antropologia e nel 1941 Giddings ottenne il Master of Arts in Antropologia presso l'Università dell'Arizona.
Durante la seconda guerra mondiale, Giddings ha servito come tenente della US Naval Reserve nel Pacifico del Sud dal 15 giugno 1943 fino al 1º gennaio 1946.
Nel 1949 lasciò l'Università di Alaska e fu assunto come professore presso l'Università della Pennsylvania dove completò il suo dottorato di ricerca nel 1951.
Nel 1956 Giddings fu nominato assistente professore di sociologia e primo direttore del Museo Haffenreffer di Antropologia presso la Brown University. Nel 1959 venne costituito il dipartimento di antropologia della università Brown di cui Giddings divenne il primo professore incaricato.
Il 3 novembre 1964 Giddings venne coinvolto in un incidente d'auto nel Rhode Island, mentre viaggiava da Bristol (dove abitava) a Providence, che gli provocò gravi, ma non mortali lesioni. Purtroppo, durante la convalescenza, ebbe una trombosi e morì il 9 dicembre 1964 nell'ospedale di Pawtucket.

## Principali contributi
L'introduzione di Giddings nel mondo dell'archeologia avvenne nel 1939 quando fu invitato a partecipare agli scavi condotti a Point Hope dagli archeologi Froelich Rainey e Helge Larsen, che stavano indagando sulle origini e sulla cultura Ipiutak. Questi scavi portarono allo scoperta del sito di Ipiutak presso la punta di Capo Hope, sito che è considerato appunto il sito di riferimento per tale cultura.
Negli anni successivi Giddings fece numerose campagne di scavi e ricerche che portarono ad interessanti scoperte sia nel nord dell'Alaska che in Canada. In particolare meritano di essere ricordate per la loro importanza tre campagne di scavi:
- la scoperta fatta a Capo Denbigh, nella penisola di Seward, di una cultura che è chiamata Denbigh Flint Complex;
- la scoperta a Capo Krusenstern delle creste calcaree contenenti resti di diverse civiltà artiche succedutesi nel corso di alcune migliaia di anni;
- la scoperta del sito di Onion Portage sul fiume Kobuk nel nord dell'Alaska.

Gli scavi effettuati a Capo Denbigh, iniziati nel 1947 e proseguiti fino al 1952, portarono alla scoperta del sito di Iyatayet. Nel sito vennero inizialmente ritrovati manufatti in pietra che vennero attribuiti alla cultura Norton (all'incirca fra 1000 a.C. e 800 d.C.).
Al di sotto di tale strato sono stati ritrovati manufatti in pietra risalenti ad una cultura più antica, fino ad allora sconosciuta, datata all'incirca al 2.500 a.C., che Giddings chiamò Denbigh Flint Complex, caratterizzati da una sofisticata tecnologia litica.
Nel 1956 Giddings iniziò a studiare le formazioni geologiche chiamate beach ridges situate lungo la linea costiera intorno a Capo Krusenstern che affacciano sul Kotzebue Sound. Queste creste calcaree formatesi nel corso di alcune migliaia di anni a seguito delle correnti e delle maree si sviluppano per decine di chilometri in sequenze parallele alla riva. Gli scavi effettuati da Giddings in 144 di queste creste hanno mostrato una stratificazione in senso orizzontale di culture succedutesi nel tempo. Le creste più antiche, poste all'interno, hanno mostrato resti della cultura Denbigh (2.500-3.000 a.C.), mentre via via che ci si sposta verso la linea costiera si incontrano culture più recenti: Old Whaling, Norton, Ipiutak, Birnirk, Thule Occidentale. Le creste più recenti evidenziano la presenza di culture eskimesi del periodo preistorico più recente datato all'incirca al 1.400 d.C.
La scoperta più importante di Giddins fu probabilmente quella di Onion Portage, nella valle del Kobuk. Il sito venne identificato da Giddings nel 1940, durante la sua prima visita al fiume Kobuk. Egli tornò sul sito l'anno successivo e fece i primi scavi rinvenendo alcune pit-house. La notevole anzianità del sito ed il suo significato, tuttavia, non sarebbero stati riconosciuti fino al suo ritorno a Onion Portage circa due decenni più tardi. Nel 1961 Giddins scoprì che il sito era ben stratificato, con strati di occupazione umana evidenti sotto le pit-house di livello superiore. Nell'estate del 1964, nel suo ultimo anno di vita egli tornò a Onion Portage per effettuare degli scavi su larga scala. Purtroppo la sua prematura scomparsa, avvenuta pochi mesi dopo, gli impedì di completarne lo studio. Gli scavi furono proseguiti dal suo assistente Douglas Anderson che identificò 8 differenti culture: dalla più antica chiamata Akmak complex (oltre 8.500 anni BP), alla più recente Arctic Woodland (1.000 - 1.700 d.C.).

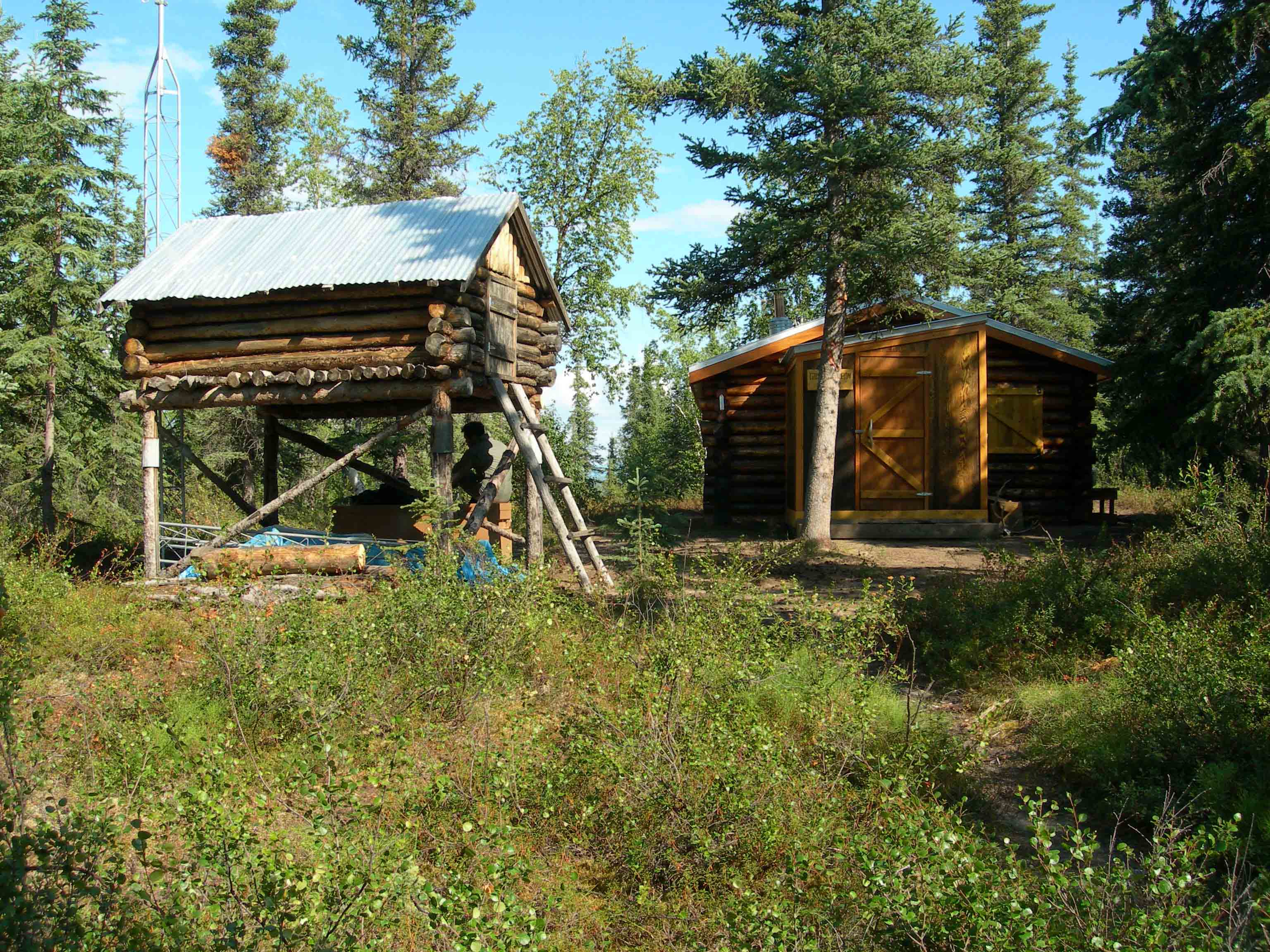
Rifugio costruito da Giddings a Onion Portage

In occasione del suo ultimo viaggio a Onion Portage Giddings fu accompagnato dalla moglie Bets (Ruth Elizabeth Warner) e dai suoi tre figli per i quali egli fece costruire un rifugio. Oggi il sito di Onion Portage fa parte del Parco nazionale della Kobuk Valley ed il rifugio di Giddings è l'unica costruzione preservata nel sito.

## Principali pubblicazioni
La produzione letteraria di Giddings è composta di oltre 50 fra monografie e articoli scientifici.
Fra le monografie possiamo citare:
- The Archeology of Cape Denbigh, Brown University Press, 1964
- Kobuk River People, University of Alaska, 1961
- Forest Eskimos, University Museum,  University of Pennsylvania, 1956
- The Arctic Woodland Culture of the Kobuk River, University Museum,  University of Pennsylvania, 1952

Due libri furono pubblicati postumi
- Ancient men of the Arctic, Alfred A. Knopf, 1967
- Beach Ridge Archeology of Cape Krusenstern: Eskimo and Pre- Eskimo Settlements Around Kotzebue Sound, Alaska, National Park Service, U.S. Department of the Interior, 1986 (co-autore Douglas Anderson)

Giddings ha inoltre pubblicato alcune decine di articoli sulle principali riviste scientifiche americane specializzate in antropologia e archeologia, fra cui: Anthropological Papers of the University of Alaska, Arctic Institute of North America Technical Paper, Arctic Anthropology, American Scholar, American Antiquity, Current Anthropology, Natural History, Scientific American, Tree-Ring Bulletin, Acta Arctica.